# 1828 au Canada
Pour un article plus général, voir Chronologie du Canada.
Cet article traite des événements qui se sont produits durant l'année 1828 au Canada.

## Événements

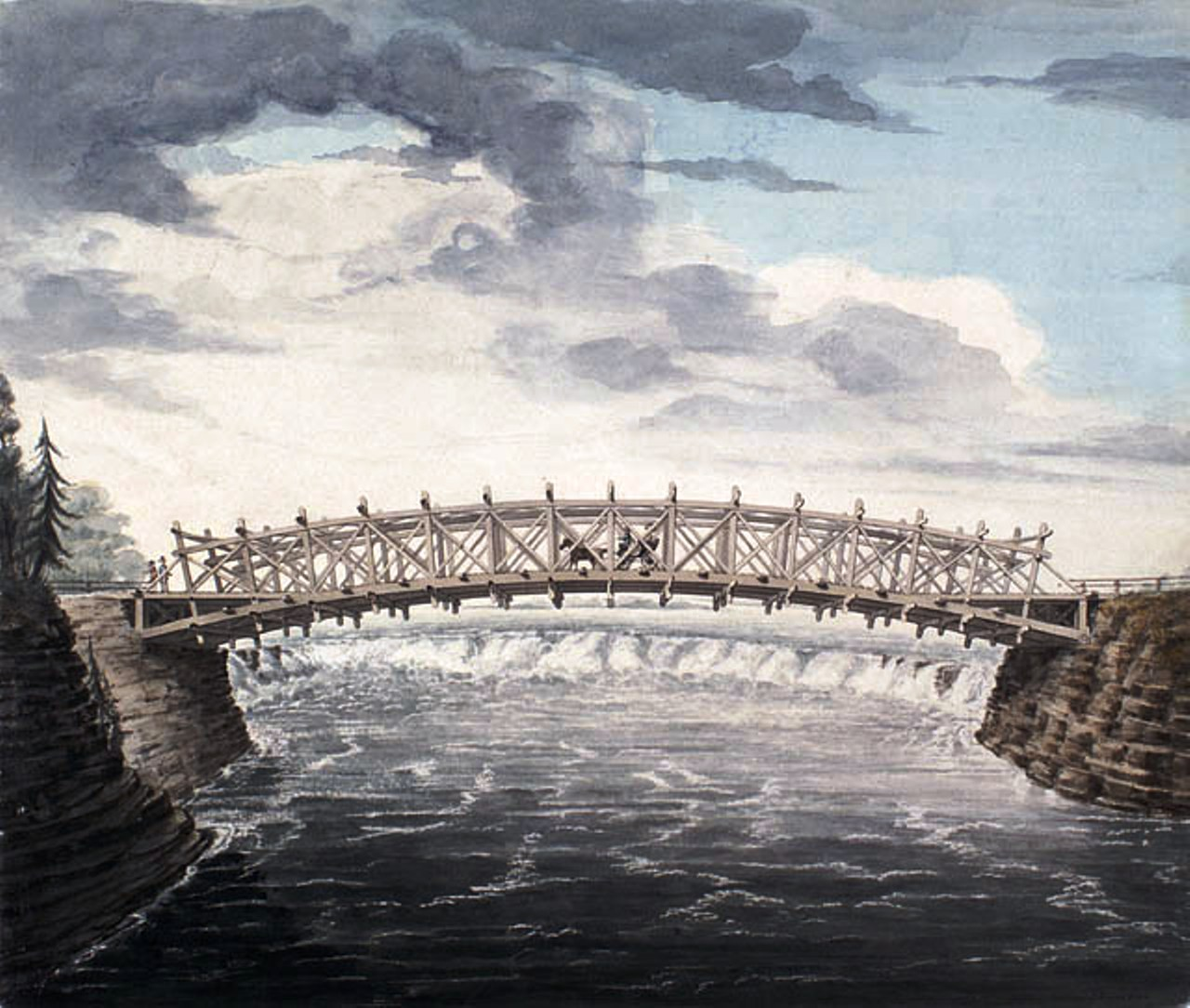
Union Bridge est le premier pont à traverser la Rivière Outaouais près de la ville qui allait s'appeler Ottawa.

- 14 février : début de la Neuvième législature du Nouveau-Brunswick (en).
- 29 mai : Naufrage du navire Despatch (en) à l'Isle aux Morts à Terre-Neuve. Les naufragés sont secourus par Ann Harvey (en) et sa famille par leur bateau de pêche.
- 22 juillet : remise du rapport Comité spécial de la Chambre des Communes sur le gouvernement civil du Canada.
- 14 août : John Colborne est nommé lieutenant-gouverneur du Haut-Canada. Son prédécesseur Peregrine Maitland devient lieutenant-gouverneur de la Nouvelle-Écosse.
- 8 septembre : James Kempt devient le nouveau gouverneur de l'Amérique du Nord britannique[1].
- 12 décembre : première édition du journal anglophone The Vindicator fondé par Daniel Tracey à Montréal.

- Les représentants du Parti patriote (fondé par les Canadiens français au début du XIXe siècle avec la dénomination « Parti canadien ») déposent des pétitions à la Chambre des Communes de Londres, dont les principaux intéressés se plaignent des actes arbitraires et illégaux du gouverneur général George Ramsay à l'endroit des francophones.(Issu de l'article Canada).
- Début de la construction de la quatrième Citadelle d'Halifax en Nouvelle-Écosse.

## Naissances
- 5 août : Joseph-Octave Arsenault, homme politique et sénateur.

## Décès
- 22 mars : Ignace-Michel-Louis-Antoine d'Irumberry de Salaberry, homme politique.
- 29 août : Louis-François Dunière, marchand et homme politique.
- 2 décembre : Jocelyn Waller, juge et éditeur de journaux.
- Tête Jaune ou Pierre Bostonnais, guide et trappeur.